# Валира
Вали́ра – посёлок в Мессении, на юге Греции. Население 1 005 жителей. Центр дима Итоми и одноимённого муниципального района.  Центр сельскохозяйственного производства. Есть железнодорожный вокзал. 